# Lagutin
Lagutin je priimek več oseb:
- Pavel Filipovič Lagutin, sovjetski general
- Sergej Lagutin, uzbeški kolesar
- Boris Nikolajevič Lagutin, sovjetski boksar